# Surberg
Surberg település Németországban, azon belül Bajorországban. Lakosainak száma 3379 fő (2023. december 31.). Surberg Traunstein és Siegsdorf községekkel határos.

## Népesség
A település népessége az elmúlt években az alábbi módon változott:
| Lakosok száma | 640  | 1472 | 2605 | 2823 | 3210 | 3286 | 3326 | 3341 | 3399 | 3379 |
|               | 1875 | 1950 | 1975 | 1987 | 2012 | 2014 | 2016 | 2017 | 2021 | 2023 |